# 오후의 기쁨
《오후의 기쁨》은 오후 4시부터 6시까지 방송했었던 FEBC FM의 라디오 프로그램이다.

## 출연자
- 김보령